# Epicoma nephthis
Epicoma nephthis är en fjärilsart som beskrevs av White. Epicoma nephthis ingår i släktet Epicoma och familjen tandspinnare. Inga underarter finns listade i Catalogue of Life.